# Souterrain von Naours
Das Souterrain von Naours (französisch Cité souterraine de Naours) ist ein in Frankreich auch als Muche bezeichnetes System von Souterrains bei der französischen Gemeinde Naours im Département Somme in der Region Hauts-de-France im Norden Frankreichs etwa 18 km nördlich von Amiens.

## Geschichte
Die Entstehung des Souterrains wird auf die Zeit der Normanneneinfälle im 9. Jahrhundert zurückgeführt. In Schriftquellen wird das Souterrain erstmals im 14. Jahrhundert genannt. Eine intensive Nutzung erfolgte in den Religionskriegen und im Dreißigjährigen Krieg. Später geriet es in Vergessenheit.
Die Wiederentdeckung erfolgte 1887 durch den Pfarrer von Naours, Abbé Ernest Danicourt. 1893 hielt die Société française d’archéologie eine Konferenz im Souterrain ab. Während des Ersten Weltkriegs erfolgte von 1916 bis 1918 eine Nutzung durch britische und kanadische Truppen, unter anderem als Militärkrankenhaus und wurde von zahlreichen Soldaten besucht, die auch Gravuren im Felsen hinterließen. Auch im Zweiten Weltkrieg wurde das Souterrain zunächst von britischen Truppen als Magazin genutzt. Ab 1941 benutzte es die deutsche Wehrmacht als Munitionslager und ab 1943 als Basis in Verbindung mit dem Atlantikwall. Die geplünderte Anlage wurde 1949 wieder für das Publikum eröffnet und dient seither als Touristenattraktion mit angeschlossenem Freizeitpark.

## Anlage
Das 30 m unter der Erdoberfläche gelegene Souterrain ist in den Kreideboden gegraben. Das etwa 2,0 km lange Wegenetz im Souterrain bildet eine unterirdische Stadt. Es sind mehrere unterirdische Plätze und 300 Kammern mit drei Kapellen, Ställen, einer Bäckerei und Lagerräumen vorhanden. In einigen Sälen ist ein kleines Volkskundemuseum eingerichtet. Im Grottenpark sind zwei hierher translozierte historische Windmühlen, die eine aus Linselles, die andere aus Stavele (Belgien), aufgestellt.